# Virbia rotundata
Virbia rotundata là một loài bướm đêm thuộc phân họ Arctiinae, họ Erebidae.